# Lewis Capaldi
Lewis Capaldi (* 7. října 1996 Glasgow, Skotsko, Spojené království) je skotský zpěvák a textař. Od útlého věku začal projevovat zájem o hudbu a ve věku 2 let měl základní znalosti o tom, jak hrát na kytaru a bicí. Začal zpívat v hospodách, když mu bylo 9 let. Svou hudbu nahrával přes iPhone do SoundCloud, kde ho v 17 letech objevil jeho manažer Ryan Walter. Jeho první EP Bloom bylo zveřejněno 20. října 2017 a píseň Bloom. Capaldi dosáhl věhlasu s vydáním písně Someone You Loved, kterou vydal následující rok v listopadu. S ní dosáhl první pozice v Irsku a Velké Británie, kde se zde zůstal po dobu sedmi po sobě jdoucích týdnů. Byla to také jeho první píseň, která vstoupila do mezinárodních hitparád. V roce 2019 byl nominován na cenu Brit Awards na cenu kritiků. Stal se prvním umělcem v historii, který před vydáním debutového alba oznámil a vyprodal své turné. Se svým debutovým albem Divinely Uninspired to a Hellish Extent překonal rekordy v prodeji ve Velké Británii. Píseň Someone You Loved byla na cenách Grammy v roce 2020 nominována na píseň roku. V tomto roce získal cenu Brit Awards za objev roku a nejlepší singl.